# István Kovács (zapaśnik)
István Kovács (ur. 27 czerwca 1950 w Nádudvar) – węgierski zapaśnik walczący w stylu wolnym. Trzykrotny olimpijczyk. Brązowy medalista z Moskwy 1980, siódmy w Montrealu 1976 i odpadł w eliminacjach turnieju w Monachium 1972. Walczył w kategorii 82 kg.
Mistrz świata w 1979; trzeci w 1977, a czwarty w 1978. Wicemistrz Europy w 1979 roku.
- Turniej w Monachium 1972

Pokonał Kanadyjczyka Tarasa Hryba, a przegrał z Horstem Stottmeisterem z NRD i Mongołem Tömörijnem Artagiem.
- Turniej w Montrealu 1976

Pokonał Mohammada Mohebbiego z Iranu i Manuela Villapola z Portoryko, a przegrał z Mehmetem Uzunem z Turcji i Johnem Petersonem z USA.
- Turniej w Moskwie 1980

Pokonał Güntera Busarello z Austrii, Zachée N'Docka z Kamerunu, Abdulaha Memediego z Jugosławii, Dzewegijna Düwczina z Mongolii i Henryka Mazura. W rundzie finałowej przegrał z Magomiedchanem Aracyłowem z ZSRR i Bułgarem Ismaiłem Abiłowem.